# St. Regis Park
St. Regis Park är en inkorporerad ort i Jefferson County i Kentucky. Vid 2020 års folkräkning hade St. Regis Park 1 438 invånare.